# Torruvärri
Torruvärri är en kulle i Finland. Den ligger i Utsjoki kommun i landskapet Lappland, i den norra delen av landet, 1 100 km norr om huvudstaden Helsingfors. Toppen på Torruvärri är 300 meter över havet. Torruvärri ingår i Paistunturit.
Terrängen runt Torruvärri är platt västerut, men österut är den kuperad. Trakten runt Torruvärri är nära nog obefolkad, med mindre än två invånare per kvadratkilometer. Närmaste större samhälle är Utsjoki by, 13,9 km nordost om Torruvärri. Omgivningarna runt Torruvärri är i huvudsak ett öppet busklandskap.